# Булахівка (Логойський район)
Булахівка — (біл. вёска Булахаўка), село (веска) в складі Логойського району розташоване в Мінській області Білорусі, підпорядковане Нестановицькій сільській раді.
Село Булахівка розташоване в центральних районах Білорусі, у північній частині Мінської області - орієнтовне розташування [Архівовано 17 травня 2020 у Wayback Machine.].